# Proburnetia
Proburnetia este un gen dispărut de biarmosuchian din familia Burnetiidae, care face parte din ordinul terapsidelor. Specia tip a acestuia, Proburnetia viatkensis, a fost descrisă în 1968 de paleontologul sovietic Leonid Petrovici Tatarinov⁠(en)[traduceți]. Reconstituirea ei se bazează pe un singur exemplar holotip (PIN 2416/1) descoperit în stratele geologice ale permianului târziu din Rusia, în apropierea râului Viatka, de la care își trage numele. Fosila constă dintr-un mulaj natural din gresie al unui craniu aproape complet, cuprinzând și mandibula și numeroase detalii interne. Caracteristice sunt protuberanțele de formă neregulată de pe suprafața exterioară a acestuia. Craniul are aproximativ 20 cm iar lungimea animalului atingea probabil 1,5 m.